# Lèmur gris del llac Alaotra
El lèmur gris del llac Alaotra (Hapalemur alaotrensis), conegut localment com a bandro, és una espècie de lèmur endèmica dels canyissars del llac Alaotra i els seus voltants, al nord-est de Madagascar. És l'únic primat que s'ha adaptat especialment per viure en canyars de papir. A diferència de les altres espècies del gènere Hapalemur, el lèmur gris del llac Alaotra no es nodreix de bambú, sinó de les llavors de papir que troba al seu hàbitat.